# Heterostegane bifasciata
Heterostegane bifasciata là một loài bướm đêm trong họ Geometridae.